# Gyakori acsa
A gyakori acsa (Aeshna affinis) a karcsú acsák családjába tartozó, főleg Dél- és Közép-Európában honos szitakötőfaj.
Magyarországon nem védett.

## Előfordulása
Főleg mediterrán faj, Dél- és Közép-Európában gyakori, de előfordul észak felé Hollandiáig (Dániában már csak ritka vendég), keleten pedig egészen Mongóliáig. Az Ibériai-félszigeten és Észak-Afrikában ritka. Az utóbbi időben az éghajlat melegedésével észak felé terjeszkedik, különösen meleg nyarakon vándorol északra. Magyarországon országszerte megtalálható, de főleg az Alföldön lehet találkozni vele.

## Megjelenése
A gyakori acsa testhossza 60–65 mm, szárnyfesztávolsága 80–85 mm közötti. Tora felülről barna, oldalt zöldessárga, vékony fekete ferde csíkokkal. A hím szeme kék, potroha fekete-kéken mintázott, mindkét szín kb. egyenlő arányban vesz részt. Szárnyjegye barna. A fiatal hímek halvány sárgásbarnák, csak ivaréretté válva színesednek ki.
A nőstény szemei zöldek, potroha sárgán-barnán mintázott. Előfordulnak azonban a hímek színezetét viselő (androkróm), kék szemű és kék-barna potrohú nőstények is.
Hasonló faj a nádi acsa (Aeshna mixta), annak torán oldalról barna alapon két széles, élénksárga, ferde sáv látható; potroha második szelvényén felülről pedig jellegzetes T-mintázat figyelhető meg. A gyakori acsa kb. egy hónappal korábban, május végén jelenik meg, bár repülési idejükben van átfedés.

## Életmódja
Lárvája sekély, gyorsan átmelegedő (esetenként időszakos, nyáron kiszáradó) tavacskákban él. Két évig fejlődnek és május végén, június elején megkezdődik átalakulásuk imágóvá, amelyek augusztusig, szeptember elejéig repülnek. A párzás tandem formációban történik és ugyanígy, a hímmel összekapaszkodva rakja a nőstény a megtermékenyített petéket a nedves iszapba. A peték áttelelnek és a következő tavaszon kelnek ki.

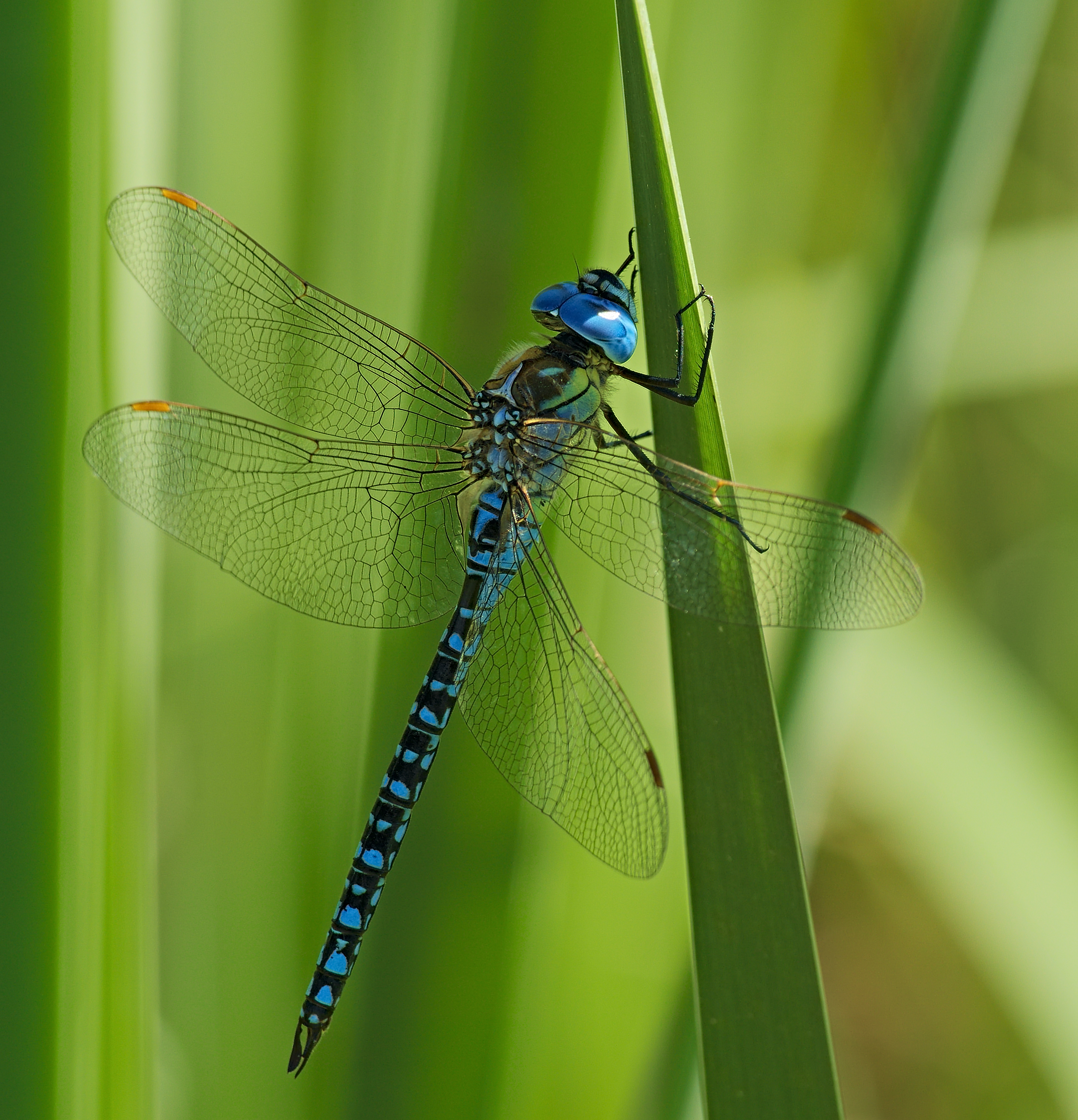
Hím
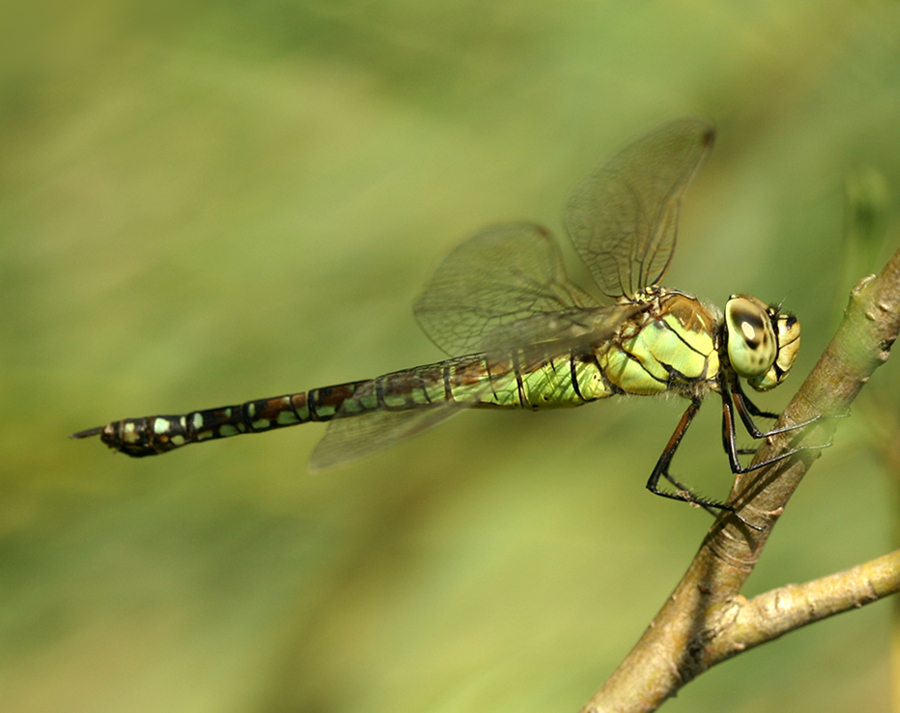
Nőstény
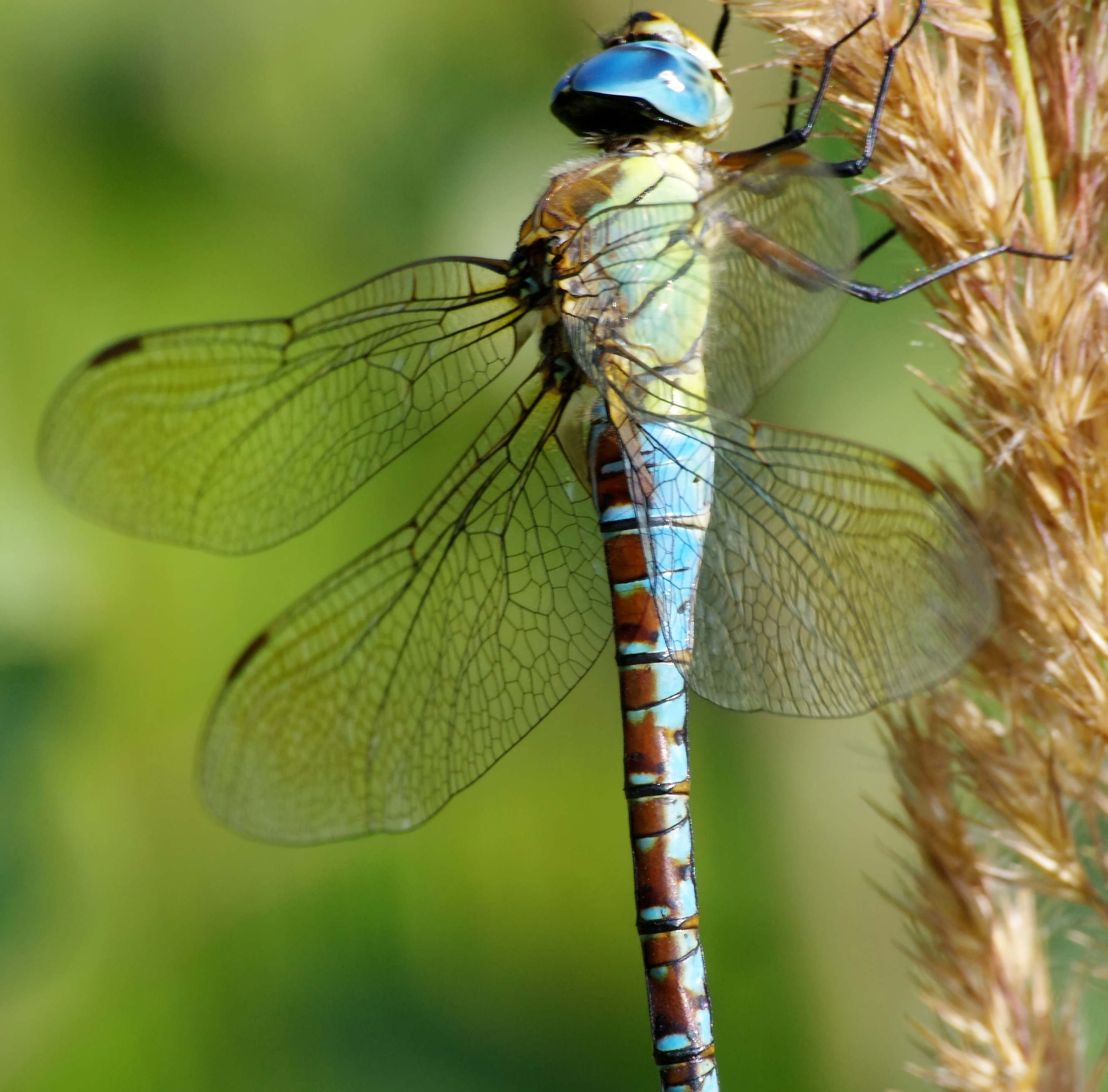
Androkróm nőstény
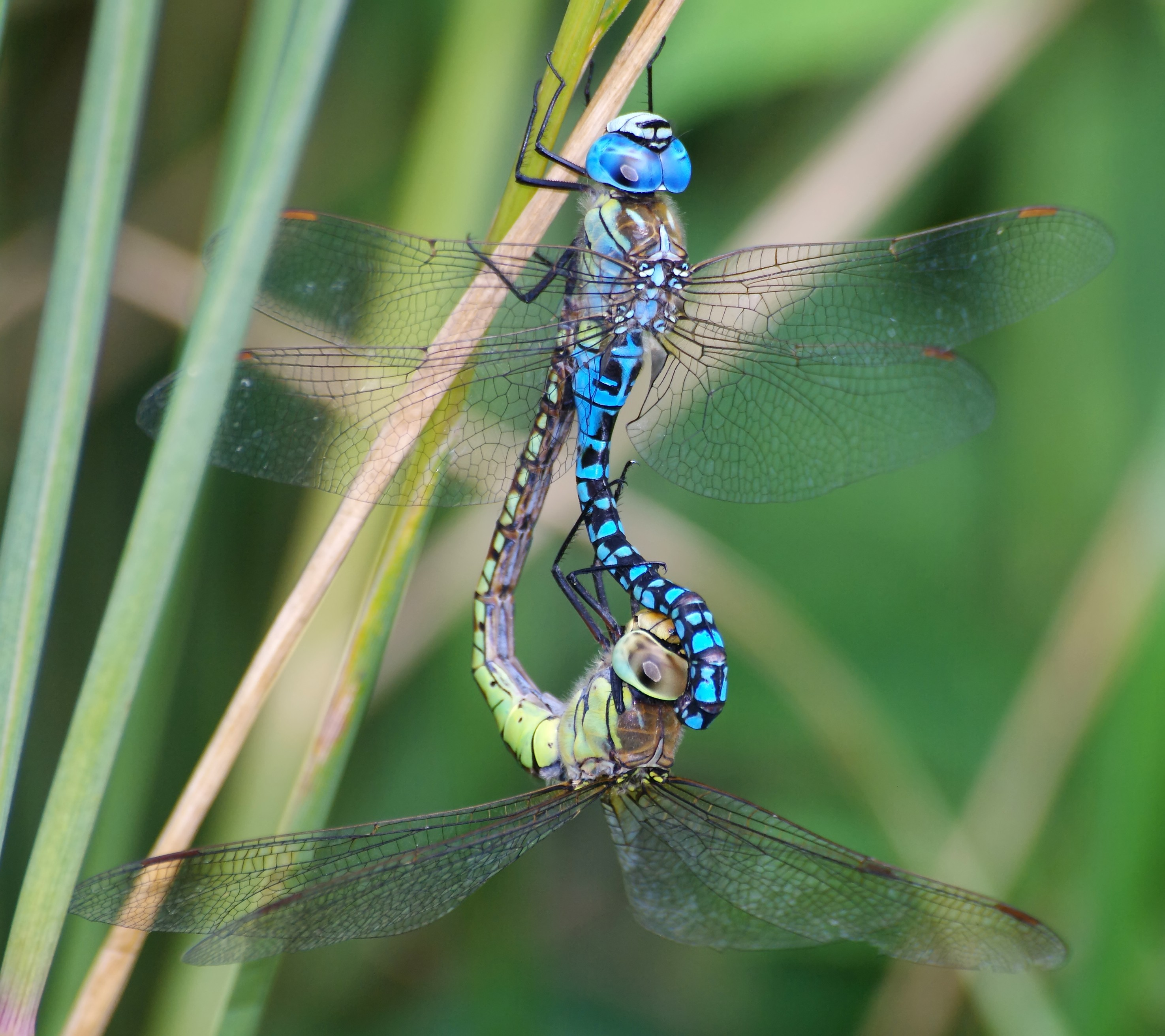
Párosodó gyakori acsák